# Wilamowicien
La langue wilamowicienne (en vernaculaire : Wymysiöeryś ; en polonais : język wilamowski) est une langue germanique occidentale parlée dans la petite ville de Wilamowice près de Bielsko-Biała, sur la frontière entre la Silésie et la Petite Pologne. Il est probable que le wymysiöeryś dérive du haut-allemand du XIIe siècle et ait subi les influences du bas-saxon, du néerlandais, du polonais et du scots.

## Histoire

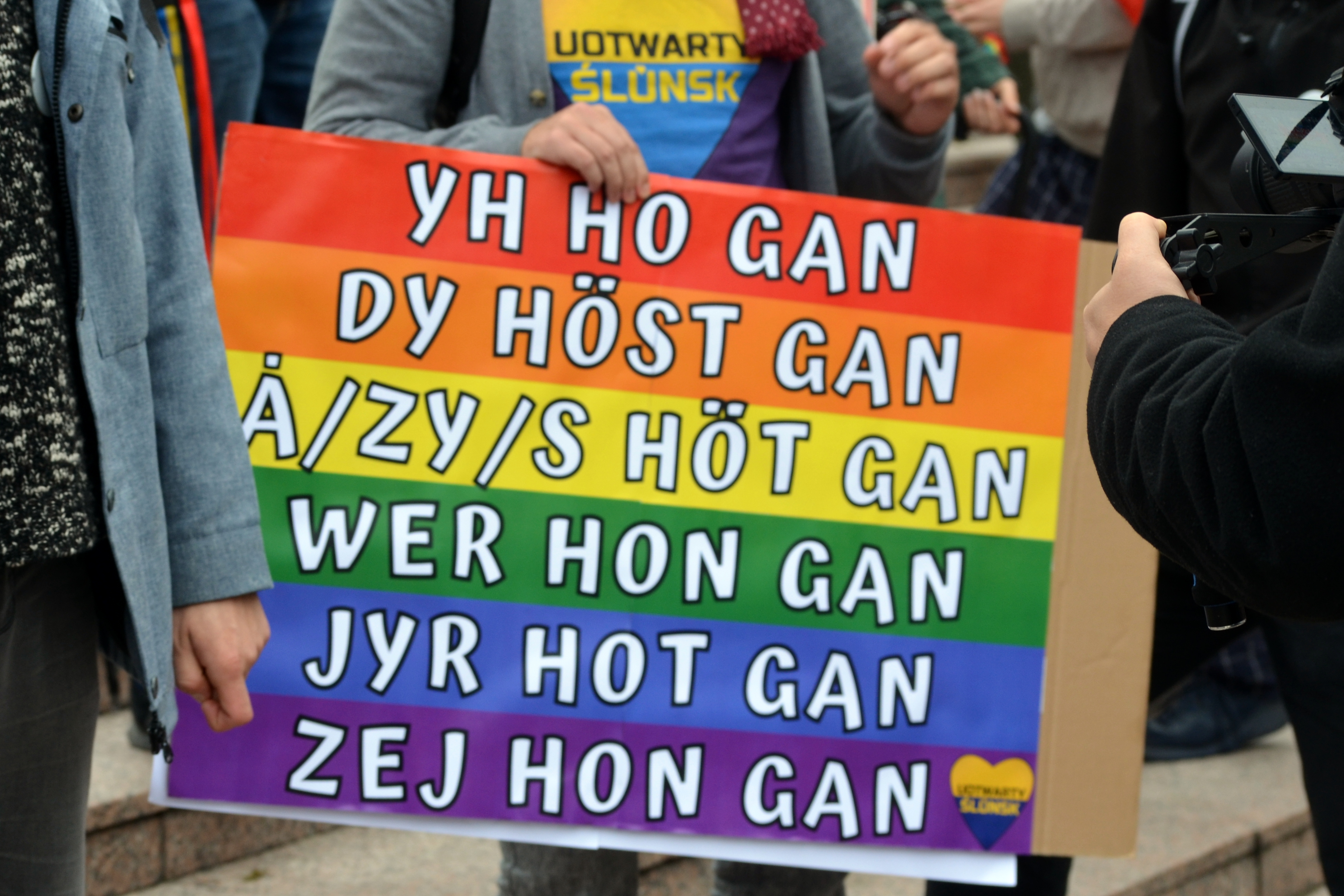
Une affiche avec la conjugaison du mot aimer en Wilamowicean lors de la Marche pour l'égalité à Bielsko-Biała (2021)

On pense[Qui ?] que les habitants de Wilamowice sont des descendants des colons flamands, allemands et écossais qui sont arrivés en Pologne au XIIIe siècle. Les habitants de Wilamowice ont toujours été opposés à leur rattachement à l'Allemagne et ont proclamé leurs origines flamandes. Le wymysöryś fut la langue vernaculaire de Wilamowice jusqu'en 1945-1949. Après la Seconde Guerre mondiale, les autorités communistes locales ont interdit l'utilisation de la langue[Information douteuse]. Bien que l'interdiction ait été levée après 1956, le wymysorys a été graduellement remplacé par le polonais, particulièrement parmi les générations les plus jeunes. Actuellement, il reste une centaine de locuteurs, la plupart d'entre eux étant des personnes âgées ; le wymysorys est donc une langue en danger.
Le wymysorys était la langue dans laquelle Florian Biesik (en) a écrit ses poèmes au XIXe siècle.

## Dictionnaire court
Un dictionnaire court de wymysorys avec des traductions en anglais, allemand, néerlandais. La lettre polonaise ł utilisée en wymysorys se prononce comme un w anglais, et la lettre w comme un v :
| Wymysorys | Allemand     | Néerlandais | Anglais     | Français               |
| --------- | ------------ | ----------- | ----------- | ---------------------- |
| ałan      | allein       | alleen      | alone       | seul                   |
| ana, an   | und          | en          | and         | et                     |
| bryk      | Brücke       | brug        | bridge      | pont                   |
| duł       | dumm         | dom         | dummy       | bête, stupide          |
| fuylgia   | hören        | horen       | to hear     | entendre               |
| ganc      | ganz         | heeledig    | entirely    | entièrement            |
| gyrycht   | Gericht      | gerecht     | court       | tribunal               |
| dyr hymöł | Himmel       | hemel       | heaven      | paradis                |
| łove      | Liebe        | liefde      | love        | amour                  |
| a mikieła | ein bisschen | een beetje  | a bit       | un peu                 |
| muter     | Mutter       | moeder      | mother      | mère                   |
| myttöłt   | Mitte        | midden      | middle      | milieu                 |
| nimanda   | niemand      | niemand     | no one      | personne (pas de gens) |
| ny        | nein         | nee         | no          | non                    |
| jü        | ja           | ja          | yes         | oui                    |
| ödum      | Atem         | adem        | breath      | souffle                |
| olifant   | Elefant      | olifant     | elephant    | éléphant               |
| öwyt      | Abend        | avond       | evening     | soir                   |
| śraeiwa   | schreiben    | schrijven   | to "scrive" | écrire                 |
| syster    | Schwester    | zuster/zus  | sister      | sœur                   |
| śtaen     | Stein        | steen       | stone       | pierre                 |
| trynkia   | trinken      | drinken     | to drink    | boire                  |
| uöbroz    | Bild         | beeld       | picture     | image                  |
| wełt      | Welt         | wereld      | world       | monde                  |
| wynter    | Winter       | winter      | winter      | hiver                  |
| zyłwer    | Silber       | zilver      | silver      | argent                 |
| zyjwa     | sieben       | zeven       | seven       | sept                   |

### Berceuse d'exemple
Une berceuse en wymysorys et sa traduction en français :
Śłöf duy buwła fest!
Skumma frmdy gest,
Skumma muma ana fettyn,
Z' brennia nysła ana epułn,
Śłöf duy Jasiu fest!
Dors, mon garçon, profondément !
Les invités étrangers viennent,
Les tantes et les oncles viennent,
Apportant des noix et des pommes,
Dors, Jeannot, profondément.